# Schweidrich

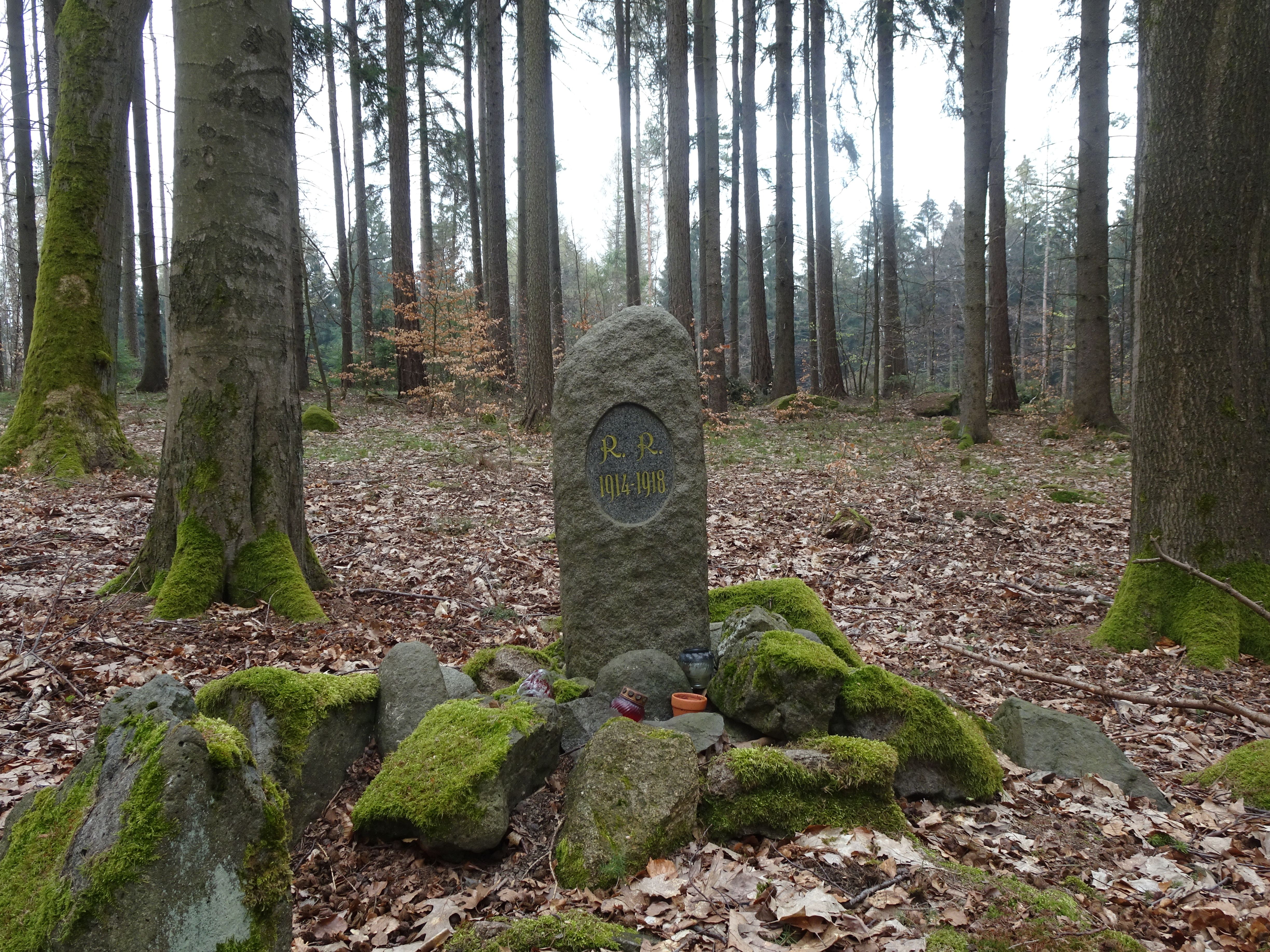
Rudolf-Richter-Denkmal

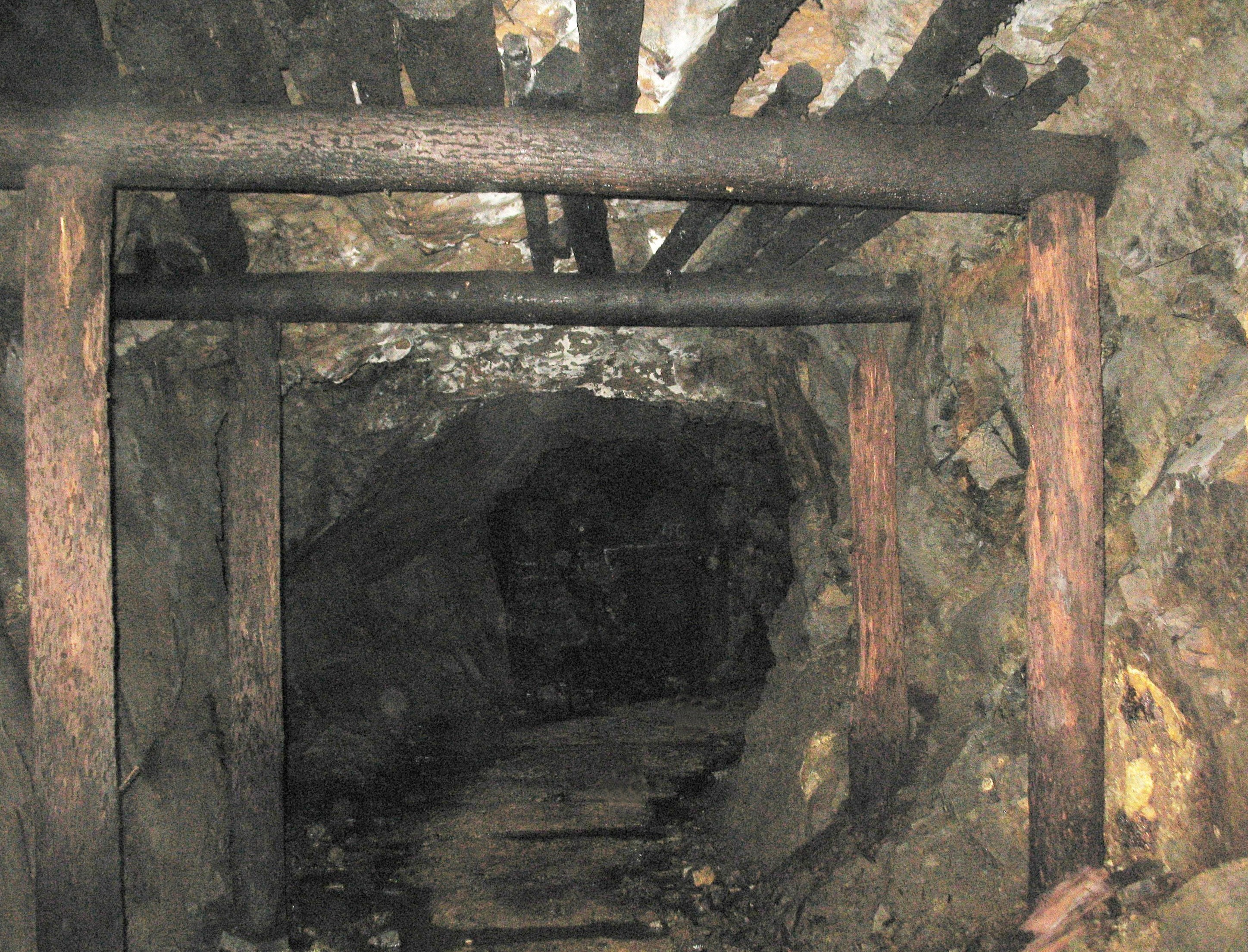
Das Kupferbergwerk Schweidrich

Der Schweidrich (tschechisch selten Švajdrich) (457 m), auch Grohmannhöhe (tschechisch Grohmanova výšina) und Wilder-Mann-Berg (tschechisch Kopec divého muže) genannt, ist ein Berg in Tschechien. Er liegt zwei Kilometer südlich des Stadtzentrums von Schluckenau (Šluknov) im Böhmischen Niederland im südlichen Lausitzer Bergland (Šluknovská pahorkatina). Er war seit dem Spätmittelalter neben dem Pirsken eines der Zentren des Schluckenauer Bergbaus. Zum Ende des 19. Jahrhunderts mit einem Aussichtsturm und einem Gasthaus erschlossen, bildete der Schweidrich bis zum Ersten Weltkrieg neben Bad Karlthal das Hauptausflugziel der Schluckenauer Bürger. Das noch bis nach dem Zweiten Weltkrieg existente Wanderwegenetz über den Berg ist heute nicht mehr vorhanden.

## Geographie
Die bewaldete Kuppe erhebt sich im 62 ha großen Schluckenauer Stadtwald (Schweidrichwald) und fällt nach Osten zum vom Kunnersdorfer Bach (Kunratický potok) durchflossenen Karltal (Karlovo údolí) ab. Am Nordhang entspringt der Schweidrichbach (Mlčící potok). Umgeben wird der Schweidrich im Norden von Kreuzberg (Křížový vrch), im Nordosten von Karlthal (Karlovo údolí), im Südosten von der Kümpfelmühle (Čítkův mlýn), im Süden von Neukunnersdorf (Nové Kunratice) und im Südwesten von Kunnersdorf (Kunratice).
Südöstlich erhebt sich der Wolfsberg (Vlčice, 512 m), südlich der Lichtenberg (Ptačí vrch, 561 m) und südwestlich der Pirskenberg (Hrazený, 610 m).

## Beschreibung
Auf den Schweidrich, der keinerlei Aussicht bietet, führen heute auch keine Wege mehr. Auf dem Gipfel befinden sich Felsklippen, in denen noch Reste der Befestigung des Aussichtsturmes erkennbar sind. Lediglich über den Sattel beim Richterdenkmal führt heute ein nicht gekennzeichneter Weg.
Am Platz des ehemaligen Gasthauses steht das Rudolf-Richter-Denkmal. Es besteht aus einer behauenen Felstele mit einer ovalen einpolierten Plakette mit der Inschrift „R. R. 1914–1918“. Um die Stele sind Felsbrücken aufgeschichtet. Es wurde nach dem Ersten Weltkrieg von der Familie und den Freunden Richters, der seit Oktober 1915 an der russischen Front vermisst wurde, dort errichtet, wo sich einst sein Lieblingslokal befunden hatte.
Am Osthang liegt im Tal des Kunnersdorfer Baches die ehemalige Grube Schweidrich. Am Nordhang befindet sich eine heute nicht mehr zugängliche Höhle (Jeskyně U Patologa). Um den Schweidrich verläuft der Kunnersdorfer Lehrpfad.

## Geschichte
Die Gegend am Schweidrich war schon in der Frühzeit von Menschen besiedelt, 1888 fand der Pächter des Ausflugslokals Karlsthal Schütze bei Schachtarbeiten in einem Meter Tiefe eine Steinaxt von 14,5 cm Länge und 53,4 cm Breite mit einem Durchmesser von 2 cm.
Wahrscheinlich im 15. Jahrhundert wurde das Kupferbergwerk aufgenommen. Durch das Tal des Kunnersdorfer Baches führte die Salzstraße von Schluckenau nach Rumburg; nach der Anlegung des Neuen Prager Weges verlor sie ihre Bedeutung und wurde als Alter Prager Weg bezeichnet. Nördlich des Schweidrich befand sich die Schluckenauer Richtstätte, die Wiesen wurden danach „Galgenwiesen“ genannt.
Als während des Deutschen Krieges 1866 die Preußen auf Schluckenau zurückten, versteckten die Bürger ihrer Wertgegenstände in der Grube am Schweidrich.
1886 ließ der Gemeinderat Franz Grohmann auf dem Schweidrichgipfel einen hölzerner Aussichtsturm erbauen. Auf dem Plateau nördlich des Gipfels entstand das ebenfalls hölzerne Ausflugsgasthaus „Schweidrich“. Zum Gedenken an Grohmann, der 1892 im Alter von 32 Jahren starb, erhielt der Gipfel den Namen Grohmannhöhe. Der Aussichtsturm stand bis 1916 auf dem Berg. Durch den Verlust des Turmes verlor der Schweidrichgipfel seine Anziehung für Ausflügler. Das Gasthaus „Schweidrich“ wurde nach dem Ersten Weltkrieg nicht wiedereröffnet. Am Platz des ehemaligen Gasthauses wurde das Rudolf-Richter-Denkmal aufgestellt. Von Norden führte ein Weg bis zur Höhle.
Zwischen 1871 und 1873 bestand nordöstlich des Schweidrich im Tal des Kunnersdorfer Baches ein Wohnlager für die beim Bau der Bahnstrecke Rumburg-Schluckenau beschäftigten Italiener. 1886 erwarb ein Geschäftsmann das ehemalige Barackenlager und eröffnete 1887 an dessen Stelle das Gasthaus Karlthal. Um das gut besuchte Ausflugslokal entstand bald ein Kurpark mit Pavillons, Springbrunnen, Gondelteich und Waldtheater – und die Lokalität erhielt den Namen „Bad Karlthal“. 1912 erwarb die Stadt Schluckenau das Gasthaus Karlthal und ließ es nach dem Ersten Weltkrieg durch ein großes Hotel mit Terrasse und Tanzsaal ersetzen. Mit dem Zweiten Weltkrieg kam das Ende der Sommerfrische Karlthal, das ehemalige Hotel ist heute leerstehend und verfällt zusehends.

## Die Jagd auf den Wilden Mann
Mit dem Schweidrich verbunden ist die Sage vom Wilden Mann von Schluckenau.
Demnach soll sich der von einem Kammermädchen abgewiesene Tollensteiner Burgverwalter Knaut an diesem mit einem untergeschobenen Diebstahl eines wertvollen Schmuckes der Burgfrau gerächt haben. Nachdem es Knaut auch nicht gelungen war, gewaltsam ihre Gunst zu erlangen, beschloss er sie im Verlies zu ermorden. Dabei gelang ihr die Flucht von der Burg bis in die Wälder bei Schluckenau, wo sie ein Handwerksbursche fand, den sie später heiratete.
Einige Jahre später verbreiteten sich Berichte, dass in den Schluckenauer Wäldern ein in Tierfelle gehüllter Wilder Mann mit einem großen Holzknüttel hause, dem zahlreiche Überfälle und Morde nachgesagt wurden. An einem Tag soll er drei Erwachsene und vier Kinder erschlagen haben.
Eines Tags wartete das frühere Kammermädchen mit ihren kleinen Sohn vor der Stadtmauer auf die Rückkehr ihres Mannes, als der Wilde Mann aus den Büschen sprang, das Kind ergriff und in den Wald verschleppte. Die Mutter stellte ihn auf einer Lichtung, wo er im Begriff war, ihren Sohn zu erschlagen. Dabei erkannte sie in dem Wilden Mann ihren alten Peiniger Knaut, der, nachdem seine Veruntreuungen und Intrigen aufgeflogen waren, von der Burg Tollenstein geflohen war. Mit Hilfe einiger Holzfäller, die auf das Geschrei der Mutter herbeigeeilt waren, konnte der Wilde Mann in die Flucht geschlagen werden. Durch die Waldarbeiter wurden Mutter und Sohn in die Stadt geleitet, wo zu der Zeit gerade der Herr Berka von der Duba mit seinen Jägern zu Gast war.
Wenig später brach die Jagdgesellschaft zusammen mit bewaffneten Bürgern auf zur Jagd auf den Wilden Mann, der schließlich von den Hunden aufgespürt und gefangen genommen wurde. Als Dank für den Mut der Holzfäller und der Schluckenauer Bürger bei der Dingfestmachung des schon lange gesuchten Verbrechers schenkte der Herr Berka von der Duba den Wald mit dem Berg, an dem der Wilde Mann gestellt wurde. Dieser Berg wurde später „Berg des Wilden Mannes“ genannt.
Erfreut über die Ergreifung eines lange gesuchten Verbrechers und als Beweis der Anerkennung des Mutes der Holzhauer und Stadtbürger von Sluknov hat er der Stadt den anliegenden Wald mit dem Berg, später Berg des wilden Mannes genannt, geschenkt.
Die Sage bildete bis ins 20. Jahrhundert die Grundlage für die jährlich zur Fastnacht in Schluckenau abgehaltene Festlichkeit der Jagd auf den Wilden Mann. Bei dem Fruchtbarkeitsfest verfolgte die Volksmenge einen vermummten Wilden Mann durch mehrere Straßen, bis er durch einen vorgespannten Strick zu Fall kam. Wenn er gefangen wurde, durchbohrte der Scharfrichter mit seinem Schwert eine um den Leib des Wilden Mannes gebundene und mit Blut gefüllte Blase, wodurch sich ein Blutschwall auf den Erdboden ergoss. Anschließend wurde der „getötete“ Wilde Mann – je nach Witterung – mit einem Schlitten oder auf der Bahre abtransportiert. Tags darauf erfolgte das Begräbnis des Faschings durch Ertränkung einer dem Wilden Mann nachgestalteten Strohpuppe im Boxteich.
Heute hat sich davon nur noch der Flurname „U divého muže“ für den Wald am nördlichen Schweidrichhang erhalten.